# John Milton Oskison
John Milton Oskison (Tahlequah, Oklahoma, 1874 - Nova York, 1947) fou un escriptor nord-americà que tenia una vuitena part de cherokee, però censat amb la tribu. Estudià a Standfort i Harvard, i col·laborà a diverses publicacions i diaris. També fou veterà de la Primera Guerra Mundial. Des del 1917 es dedicà a la literatura i publicà Wild Harvest (1925), Black Jack Davy (1926) i Brothers Three (1935), amb la narració The problem of Old Harjo, on descriu les vivències dels indis al món dels blancs.